# 吴松元
吴松元（1964年9月—），男，汉族，江苏靖江人，中华人民共和国政治人物。现任北京市东城区人大常委会党组书记、主任。